# Carta d'ajust

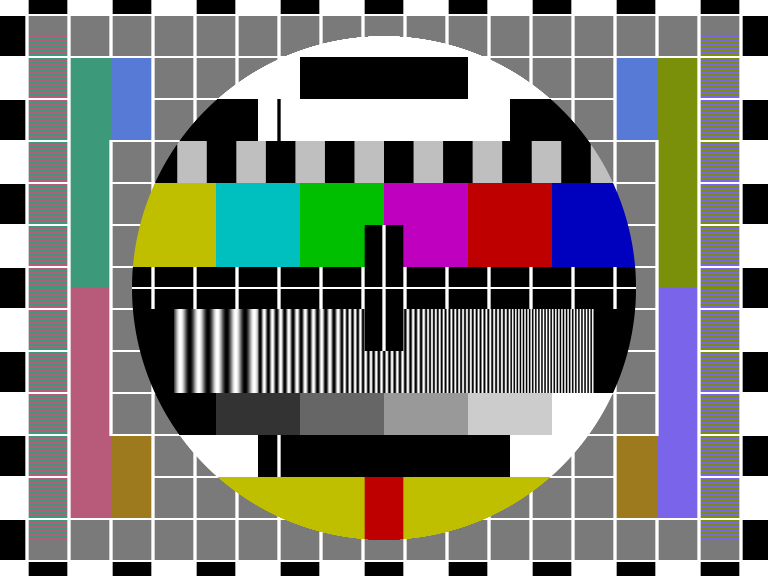
Philips PM5544, carta d'ajust comuna a països amb sistemes PAL i utilitzada entre altres per Televisió de Catalunya i Radiotelevisió Valenciana.

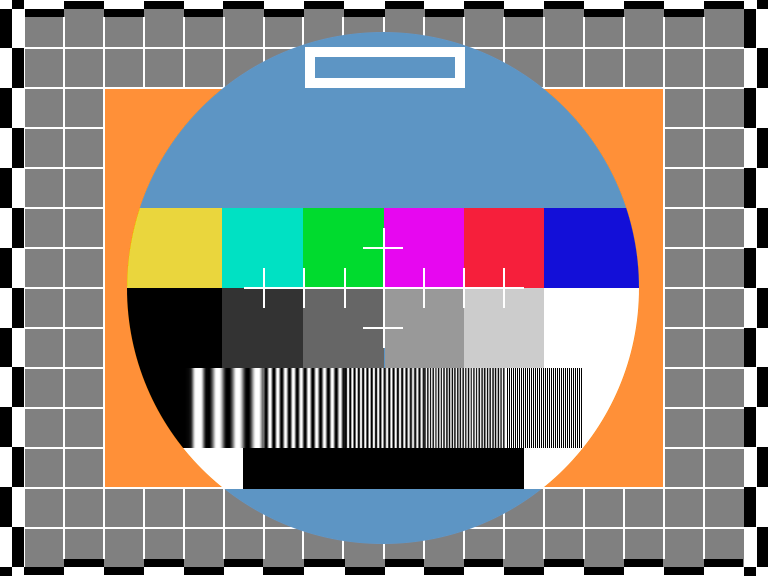
Carta d'ajust utilitzada per Televisió Espanyola.

Una carta d'ajust és un senyal de prova de televisió, típicament emès de vegades quan el transmissor és actiu però cap programa no s'està emetent (sovint a posada en marxa i fi de l'emissió). Utilitzades ja des de l'inici de la televisió, les cartes d'ajust eren cartes originalment físiques a què s'apuntava amb un càmera de televisió, i tals cartes sovint s'utilitzen tanmateix per a calibratge, alineació, i acarament de càmeres i gravadors. Les cartes d'ajust són avui dia generades per ordinadors, que no depenen de la configuració correcta de (i presència de) una càmera. Les cartes digitalment generades permeten als venedors, als espectadors i a les emissores de televisió ajustar el seu equip per a una funcionalitat òptima.
La carta d'ajust normalment té un conjunt de dibuixos d'alineació per permetre càmeres de televisió i receptors per ser ajustats mostrar la imatge correctament. La majoria de les cartes d'ajust modernes inclouen un conjunt de barres de color calibrades d'una intensitat cromàtica que permet ser precisament ajustat entre generacions d'alimentacions de cinta de vídeo o xarxa. Per exemple, en la carta d'ajust PM5544, molt utilitzada a Europa, s'incloïen elements que representaven tant la més alta com més baixa freqüència de l'estàndard PAL. El mateix passava en les barres SMPTE, que inclouen barres en blanc i negre, un complet analògic, i un "sub-black", o "blacker-than-black", que representa en l'estàndard NTSC el voltatge de transmissió de freqüència baixa més baix permés. Entre les barres de color i ajustatge propi de controls de brillantor i contrast als límits de percepció de la primera barra negra, un receptor analògic (o un altre equip com VTRs) es pot ajustar per proporcionar alta fidelitat.
Les cartes d'ajust digitals, associades amb la televisió digital, van afegir funcions específiques per a les transmissions digitals, com comprovacions per a so multicanal, submostreig de la croma, correcció d'errors, senyalització de la relació d'aspecte, etc. Més recentment, l'ús de les cartes d'ajust s'ha estès a sistemes com projectors de vídeo o sistemes de multipantalles LED.
Les cartes d'ajust s'emeten normalment amb un fons musical dedicat (per evitar haver de pagar drets d'autor), un to, o la radiodifusió d'una emissora de ràdio tinguda pel mateix radioemissor.

## Declivi
Actualment les cartes d'ajust només es veuen a estudis de televisió, postproducció, i instal·lacions de distribució. En particular, ja no estan pensades per ajudar espectadors en calibratge de televisors. Així doncs, als Països Catalans, TV3 la va deixar d'emetre el 3 de juliol del 2000, i el Canal 33 al 2001, mentre que Canal 9 la va emetre fins 2005. A l'estat espanyol, RTVE la va emetre a La 1 fins al 1995 i a La 2 fins al 6 de gener de 2001, tot i que encara es va emetre de manera esporàdica als canals temàtics Canal Clásico i Teledeporte.
Unes quantes coses han conduït a la seva defunció per a aquest propòsit:
- Televisions anàlogues controlades per microcontroladors moderns si alguna vegada es necessita ajustatge, així les cartes d'ajust són molt menys importants que prèviament. De la mateixa manera, les càmeres modernes rarament necessiten ajustatge per a la precisió tècnica, encara que s'ajusten sovint per compensar nivells clars d'escena, i diversos efectes artístics.

- Ús de mètodes digitals per interconnectar nivells, que no no produeixen canvis de color o canvis de brillantors; així el requisit per detectar i per compensar-los utilitzant aquest senyal de referència s'ha eliminat virtualment. (Sigui comparable a l'obsolescència d'estroboscopis com utilitzats per ajustar la velocitat de tocadiscos). D'altra banda, els generadors de senyal de prova digitals inclouen senyals de prova que estan pensats per accentuar que la interfície digital, i molts generadors sofisticats permeten la inserció de nervi, errors de bit, i unes altres condicions patològiques que poden provocar una interfície digital per fallar.

- De la mateixa manera, l'ús de nivells de radiodifusió digitals com el DVB i ATSC elimina els assumptes introduïts per la modulació i desmodulació de senyals anàlegs.

- Les cartes d'ajust que inclouen cercles grans s'utilitzaven per confirmar la geometria dels sistemes de desviació del conjunt. Mentre els components d'estat sòlid reemplaçaven tubs de buit en circuits de desviació d'auricular, l'ajust de geometria és molt menys freqüent en LCD i altres pantalles modernes, l'ajust de geometria és una funció de la qualitat de fabricació del plafó d'exhibició; perquè l'exhibició treballi, les toleràncies ja seran molt més estanques que la percepció humana.

- Molts canals de televisió emeten publicitat, infocomercials o repeticions d'altres programes ja emesos. Altres canals emeten notícies ininterrompudament.

En cadenes de televisió de la majoria dels països del tercer món, les cartes d'ajust encara es veuen perquè la majoria de les cadenes de televisió i les estacions en aquells països no tenen programació 24 hores.
L'ús de cartes d'ajust és encara comú dins d'instal·lacions de producció de televisió. Molts d'aquests encara tenen infraestructura anàloga, i actualment transmissions anàlogues encara són trobades a escala mundial. Moltes escenes artístiques encara es fan utilitzant cartes d'ajust o dibuixos de prova conjuntament amb aparells com monitors d'ones, i mentre la transmissió digital elimina molts dels efectes "anàlegs" associats amb televisió anàloga, la radiodifusió digital té el seu propi conjunt d'ajustos.

## Galeria

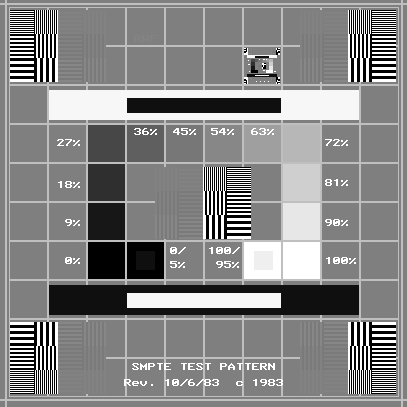
Model SMPTE RP-133
Barres EBU
Barres SMPTE
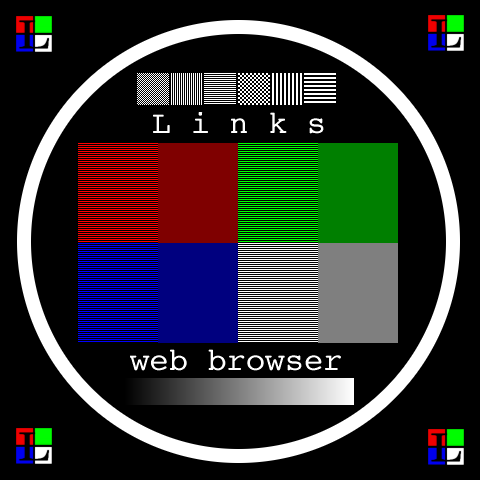
Model inclòs a un navegador (Links)